# Rafaela Silva
Rafaela Lopes Silva (ur. 24 kwietnia 1992 w Rio de Janeiro) – brazylijska judoczka, złota medalistka igrzysk olimpijskich, mistrzyni świata, złota, srebrna i brązowa medalistka igrzysk panamerykańskich.

## Igrzyska olimpijskie
W 2012 roku wzięła udział na igrzyskach olimpijskich w 2012 roku w Londynie w kategorii do 57 kg. Odpadła w drugiej rundzie po dyskwalifikacji za niedozwolony atak na nogi przeciwko Węgierce Hedvig Karakas.
Cztery lata później w Rio de Janeiro zdobyła złoty medal po zwycięstwie po waza-ari w finałowej walce z Mongolką Dordżsürengijną Sumjaą. Stała się pierwszą Brazylijką, która zdobyła złoto na igrzyskach olimpijskich w historii.
| Runda    | Przeciwniczka  | Wynik       | Osiągnięcie |
| -------- | -------------- | ----------- | ----------- |
| 1. runda | Miryam Roper   | W 0021–0002 | 2. runda    |
| 2. runda | Hedvig Karakas | P 000–0100  | 2. runda    |

| Runda       | Przeciwniczka         | Wynik     | Osiągnięcie |
| ----------- | --------------------- | --------- | ----------- |
| 1. runda    | Miryam Roper          | W 100–000 | złoto       |
| 2. runda    | Kim Jan-di            | W 010–000 | złoto       |
| Ćwierćfinał | Hedvig Karakas        | W 010–000 | złoto       |
| Półfinał    | Corina Căprioriu      | W 010–000 | złoto       |
| Finał       | Dordżsürengijn Sumjaa | W 010–000 | złoto       |